# Pansarbataljonen (Norge)
Pansarbataljonen (norska: Panserbataljonen) är en mekaniserad infanteri- och kavalleribataljon i Norges armé och 1 av 3 manöverbataljoner i den norska arméns enda brigad, Brigade Nord. Pansarbataljonen som är lokaliserad till Setermoens garnison i Bardu kommun, Troms fylke, består av 5 skvadroner och har cirka 250 anställda samt cirka 330 värnpliktiga.

## Organisation
Bataljonen består av följande fem skvadroner:
- Kavalerieskadron 1 är bataljonens spaningsskvadron som har till uppgift att inhämta information om motståndarens verksamhet vilket sker genom spaning med stridsfordon, tekniska sensorer eller med avsuttna enheter.
- Stridsvogneskadron 2 är bataljonens stridsvagnsskvadron som är utrustad med stridsvagnen Leopard 2A4.
- Stormeskadron 3 är en av bataljonen mekaniserade skytteskvadroner. Skvadronen har till uppgift att stödja stridsvagnsskvadronens strid och är utrustad med stridsfordon CV9030N. Står för merparten av bataljonens internationella insatser tillsammans med Stormeskadron 4.
- Stormeskadron 4 är en av bataljonens mekaniserade skytteskvadroner, löser samma uppgifter som Stormeskadron 3.
- Kampstøtteeskadron 6 är bataljonens stabs- och trosskvadron tillika största skvadron som har till uppgift att stå för bataljonens ledning, sjukvård och underhåll.